# Unguispa
Unguispa là một chi bọ cánh cứng trong họ Chrysomelidae.
Chi này được miêu tả khoa học năm 1954 bởi Uhmann.

## Các loài
Chi này gồm các loài:
- Unguispa impar Uhmann, 1954